# 서브웨이 서퍼
서브웨이 서퍼는 Kiloo, SYBO Games에서 개발한 게임이다.

## 정보
이 게임은 계속 달리면서 주로 코인을 얻는 게임이다. 제이크라는 주인공은 경찰관과 개에게서 도망쳐, 경찰관에게 잡히면 안 된다. 가면서 가면서 조금씩 빨라진다. 점프하고 굴러서 장애물을 피하고 기차 위로 가서 달릴 수가 있다. 또 달리다가 잡을 수 있는 아이템이 있다. 빠르고 장애물에 부딪히지 않고 잠시 동안 날 수 있는 제트팩, 점프력이 더 좋고 점프해도 바닥에 있는 코인과 아이템을 얻을 수 있는 슈퍼 스니커(초 도약화), 계속 오르는 점수를 두 배로 하는 아이템, 코인으로 가까이 안 가고 자석처럼 그냥 지나가는 코인을 얻는 코인 자석이 있다. 또 데일리 첼린지(매일 도전)과 위클리 헌트(매주 사냥)은 특정한 아이템을 몇 개 얻으면 아이템을 받을 수 있다.
출시일은 2012년 6월
이게임은 놀랍게도 레고 만든 나라 덴마크 에서 출시되었다

## 평가
| Subway Surfers |             |
| --- | ----------- |
| 통합 점수 통합사 점수 게임랭킹스 iOS: 72% [ 1 ] 메타크리틱 iOS: 71/100 [ 2 ] 평론 점수 평론사 점수 148 Apps [ 3 ] Gamezebo [ 4 ] The Apps Depot [ 5 ] PocketGamer 5/10 [ 6 ] Apple'n'Apps 4.5/5 [ 7 ] TouchArcade [ 8 ] |             |
| 통합 점수 |             |
| 통합사 | 점수        |
| 게임랭킹스 | iOS: 72%    |
| 메타크리틱 | iOS: 71/100 |
| 평론 점수 |             |
| 평론사 | 점수        |
| 148 Apps | [ 3 ]       |
| Gamezebo | [ 4 ]       |
| The Apps Depot | [ 5 ]       |
| PocketGamer | 5/10        |
| Apple'n'Apps | 4.5/5       |
| TouchArcade | [ 8 ]       |